# Laila Goody
Laila Elin Goody (Stavanger, 22 de março de 1971) é uma atriz norueguesa.

## Cerrira
Laila recebeu o prêmio Gullruten 2002 na categoria de melhor atriz de televisão por Rosmersholm e o prêmio Gammleng na categoria de atriz em 2004. Em 2003, recebeu o prêmio Hedda de "Melhor Atriz em Peça de Teatro" pelo papel de Cathrine em Proof, de David Auburn.

## Vida pessoal
Ela é casada com o ator norueguês Anderz Eide, e anteriormente foi casada com o ator Jan Sælid. 

## Filmografia

### Cinema
- Markus og Diana (1996) - Diana
- Maja Steinansikt (1996) - Birgitte
- 1732 Høtten (1998) - Victoria
- Ballen i øyet (2000) - Denise Larsen
- Rosmersholm (2001) (filme para TV) - Rebekka West
- Jonny Vang (2003) - Tuva
- Den som frykter ulven (2004) - Sara Rask, psicóloga do hospital Lindberg
- Bølgen (2015) - Margot Valldal, gerente do centro de avalanches de Geiranger
- Prosjekt Z (2021)
- HAN (2021)

### Televisão
- Hotel Oslo (1997) - Sara
- Fox Grønland (2001)
- Lekestue (2002) - mãe de Nora
- En udødelig mann (2006) - Else Sofie
- Kodenavn Hunter (2007) - Carina Bredesen
- Som du ser meg (2012) - Lise Gundersen
- Neste sommer (2015-2016) - Vigdis, ex-mulher de Terje
- Mammon (2016) - Gunn Høgh
- ZombieLars (2017) - Torill
- Valkyrien (2017) - Grethe
- Lykkeland (2018/2022)
- Aldri voksen (2020-2021) - Rakel